# نورمان فينكلشتاين
نورمان غاري فينكلشتاين (بالإنجليزية: Norman Finkelstein)‏ (مواليد 8 ديسمبر 1953) هو أستاذ جامعي أمريكي يهودي مختص في العلوم السياسية وهو أيضا كاتب وناشط سياسي، معروف عنه مساندته للقضية الفلسطينية وكره استخدام اليهود للمحرقة كوسيلة لجذب التعاطف العالمي والتغطية على جرائم إسرائيل ضد الفلسطينيين. مجال أبحاثه الرئيسي هو القضية الفلسطينية والسياسات الحالية المتعلقة بالمحرقة النازية لليهود في الحرب العالمية الثانية. وقد كان دافعه لتلك الدراسات هو التجربة التي خاضها والداه، إذ كانا من الناجين من تلك المحرقة. تخرج فينكلشتاين من جامعة بينغامتون وحصل على درجة الدكتوراه في العلوم السياسية من جامعة برنستون. وقد شغل مناصب أكاديمية عدة حيث عمل بالتدريس والبحث في كلية بروكلين، وجامعة روتجرز، وكلية هانتر وجامعة نيويورك، ومؤخرا، جامعة دي بول حيث كان أستاذا مساعدا من 2001-2007.
في عام 2007، وبعد خصومة حظيت بتغطية إعلامية مكثفة بين فينكلشتاين وخصم بارز له، يدعى آلان ديرشوفيتز، حول القضية الفلسطينية وإسرائيل رُفض طلبه للتثبيت في العمل الأكاديمي في جامعة دي بول. (وهو حق تمنحه عادة الجامعات للأكاديميين المتميزين بعد فترة معينة من تعيينهم يحميهم من الفصل التعسفي، والتسريح بدون سبب وجيه). وضعت الجامعة فينكلشتاين في إجازة إدارية خلال العام الدراسي 2007-2008، ويوم 5 سبتمبر، عام 2007، أعلن فينكلشتاين استقالته بعد التوصل إلى تسوية مع الجامعة بشروط لم يكشف عنها عموما.
دافعت جامعة دي بول بشدة في بيان رسمي لها عن قرار رفض طلب فينكلشتاين للتثبيت، وذكرت أن التأثير الخارجي لم يلعب أي دور في هذا القرار.

## عن كتاب «منذ قديم الزمان» لجوهان بيترز

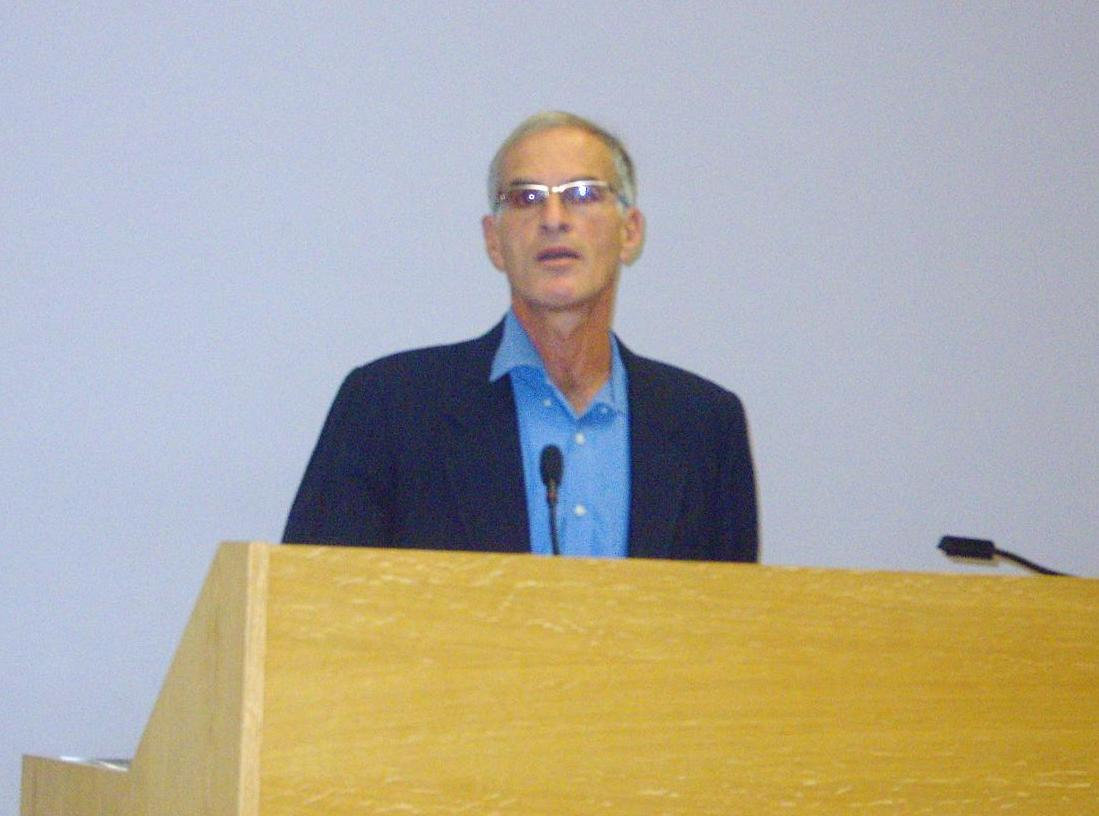
نورمان فينكلستاين في محاضرة في جامعة ليدز في بريطانيا عام 2008

في ثنايا أطروحة فينكلشتاين لنيل الدكتوراه، يهم بفحص ادعاءات الكاتبة جوهان بيترز في عملها المعنون «منذ قديم الزمان»، وكان من أفضل الكتب مبيعا في تلك الفترة. تستعرض بيترز التاريخ الديموغرافي لفلسطين في فصل «تاريخ ودفاع عن إسرائيل». لقد جرى العرف في الأوساط الأكاديمية على أن الدراسات الديموغرافية تؤكد أن العرب المتواجدون في فلسطين الواقعة تحت الحكم العثماني، والذين تمثل نسبتهم ما يقارب 94% من مجمل عدد السكان قد تضاءل عددهم إلى درجة التعادل مع اليهود بسبب الهجرة الجماعية الهائلة برعاية الصهيونية. تحدت بيترز هذا العرف بالمجادلة أن جزء كبير من الفلسطينيين أنفسهم كانوا هم من هاجر إلى البلد المقدس من دول عربية منذ مطلع القرن التاسع عشر. إذا، يجادل كتاب بيترز بأن فكرة أن الشعب الفلسطيني الأصيل في وطنه غمر بالمهاجرين اليهود كان بمثابة دعاية، وفي الحقيقة، كما يدعي الكتاب، ما حدث هو أن العرب واليهود كلاهما هاجرا إلى منطقة غير مأهولة بالسكان نسبيا.
«منذ قديم الزمان» حصد فيض من المديح في الإعلام الأمريكي السائد من قبل كتاب من أمثال إلي ويزيل، وباربرا توخمان، وغيرهما.
وصف فينكلستاين الكتاب بأنه «خديعة هائلة». وقال بأن كتاب بيترز كسب إقبال وقبول كبيرين في أمريكا، لكن البحث العلمي اللازم لإظهار درجة الاحتيال واللامصداقية لفت نزرا يسيرا من الانتباه:
"بنهاية عام 1984، «منذ قديم الزمان»... حصد حوالي مئتي تعليق مؤيد في الإعلام الأمريكي". كانت مجلة الدراسات الفلسطينية، هي صاحبة التعليق "الخاطئ" الوحيد في خضم هذا الكورال من المديح، وذلك بأن نشرت مراجعة نقدية حادة للكاتب بيل فاريل، بالإضافة إلى المجلة الأسبوعية "ذيز تايمز" الصادرة في مدينة شيكاغو الأمريكية، والتي نشرت مقتطفات من المراجعة المذكورة، وأيضا تعرض الكاتب أليكساندر كوكبرن لكتاب بيترز، في سلسلة من الحلقات في مجلة "ذي نايشن" بهدف فضح الخديعة. أما النشرات الدورية، مثل (ذا نيو أتلانتيك، ذا أتلانتيك مونثلي، وكومنتري) التي كانت لها مرجعات مؤيدة للكتاب فقد رفضت أن تنشر أية مراجعات نقدية."

## التاريخ والحاضر الأكاديمي
عرف عن نورمان فينكلشتاين إثارته الكثير من الجدل على خلفية نقده الأكاديمي الحاد للكثير من الكتاب البارزين الذين اتهمهم بتحريف الوثائق بهدف الدفاع عن سياسات وممارسات إسرائيل. وقد عرف عنه دعمه للقضية الفلسطينية وخوضه في مواضيع حساسة مثل الصهيونية والتاريخ الديموغرافي لفلسطين فضلاً عن آرائه حول صناعة المحرقة حيث يرى أن المحرقة (الهولوكوست) يتم استغلالها لتمويل إسرائيل ولتحقيق مصالحها. ورغم كل النقد الذي وجه إلى آراء فينكلستاين، فقد حظي أيضاً بمديح عدد من أبرز المؤرخين من أمثال راؤل هيلبرغ (Raul Hilberg) أهم خبير في الهولوكوست وآفي شليم (Avi Shlaim) فضلاً عن المفكر نعوم تشومسكي.
تعرض فينكلشتاين إلى ضغوط في العمل بسبب آرائه استقال على إثرها من عمله في جامعة دوبول الأمريكية بشيكاغو عام 2007. في خضم محاولات فنلكلستين المضنية للحيلولة دون منعه من التدريس في الجامعة، تحالف معه عدد من الطلبة من خلال الإضراب عن الطعام، كما تعاطفت معه (الرابطة الأمريكية لدكاترة الجامعات) وذلك بإصدار بيان يعبرون فيه عن «عدم شرعية» ما قامت إدراة الجامعة في حق فينكلشتاين. استمر الأخذ والرد في مسألة استمرار فينكلشتاين في عمله من عدمها، إلى أن حسم الأمر بتصويت أغلبية أعضاء إدارة الجامعة مع الاستغناء عن خدماته. حاليا، يمتهن فينكلشتاين تأليف الكتب.
قام أوائل عام 2008 بزيارة لبنان حيث قابل بعض من أبرز قيادات حزب الله ودافع هناك عن الحزب ووصفه بأنه يمثل «الأمل». وأعقب ذلك بإلقاء عدد من المحاضرات في بعض الجامعات البريطانية. في لقاء مع قناة الجزيرة الإنجليزية كال فينكلشتاين الانتقادات لإسرائيل وطالب الفلسطينيين بالعمل على تدمير جدار الفصل العنصري بالمعاول والمطارق تحت شعار تنفيذ حكم محكمة العدل الدولية القاضي بإزالة الجدار.
من الجدير بالذكر أن فينكلشتاين هو من مؤيدي حل الدولتين للقضية الفلسطينية.

## أشهر المؤلفات

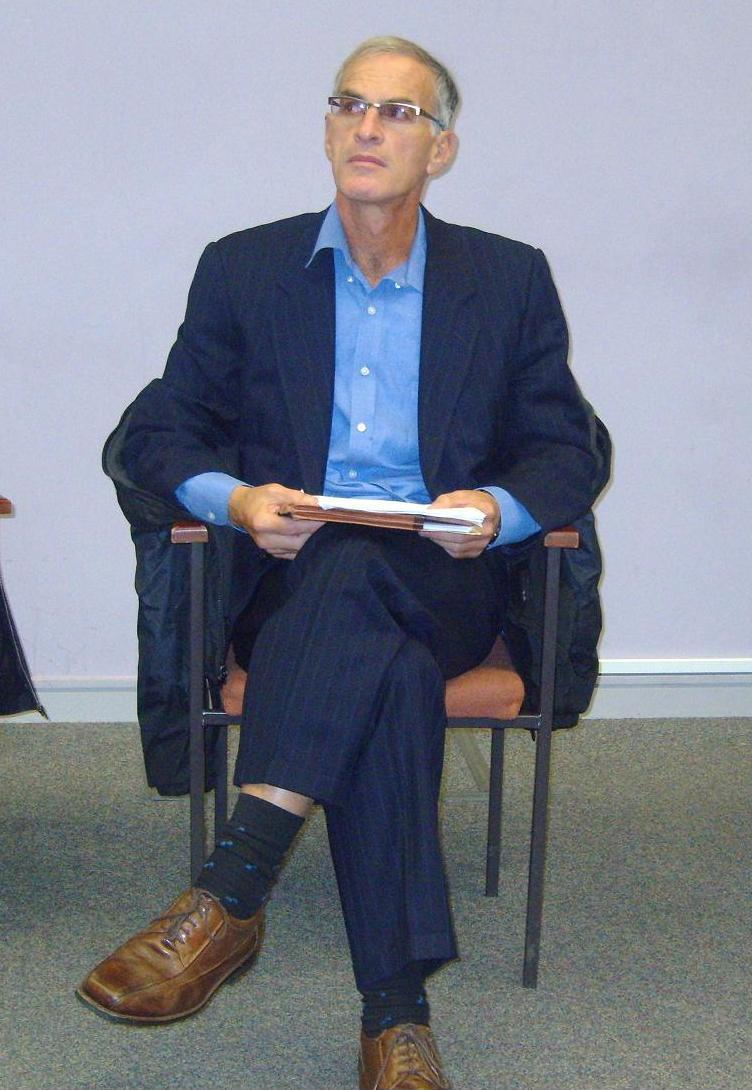
نورمان فينكلشتاين

- صناعة الهولوكوست: تأملات في استغلال المعاناة اليهودية (The Holocaust Industry: Reflections on the Exploitation of Jewish Suffering)
- ما يفوق الوقاحة؛ إساءة استخدام اللاسامية وتشويه التاريخ
- إسرائيل، فلسطين، لبنان: رحلة أمريكي يهودي بحثا عن الحقيقة والعدالة
- صعود وأفول فلسطين، رواية شخصية لسنوات الانتفاضة
- هذه المرة تجاوزنا الحد
- الحقيقة والنتائج لغزو غزة.[9]

## وصلات خارجية
- نورمان فينكلشتاين على موقع IMDb (الإنجليزية)
- نورمان فينكلشتاين على موقع ميوزك برينز (الإنجليزية)
- نورمان فينكلشتاين على موقع إن إن دي بي (الإنجليزية)
- نورمان فينكلشتاين على موقع أول ميوزيك (الإنجليزية)
- نورمان فينكلشتاين على موقع ديسكوغز (الإنجليزية)
- نورمان فينكلشتاين على موقع قاعدة بيانات الفيلم (الإنجليزية)
- موقع نورمان فينكلشتاين
- مقالة في جريدة السفير
- مقالة من صحيفة الاستقلال
- نورمان فينكلشتاين في برنامج أكثر من رأي على قناة الجزيرة على يوتيوب